# Hapalemur meridionalis
Hapalemur meridionalis är en primat i släktet halvmakier som förekommer på Madagaskar. Den listas ibland som underart till Hapalemur griseus.

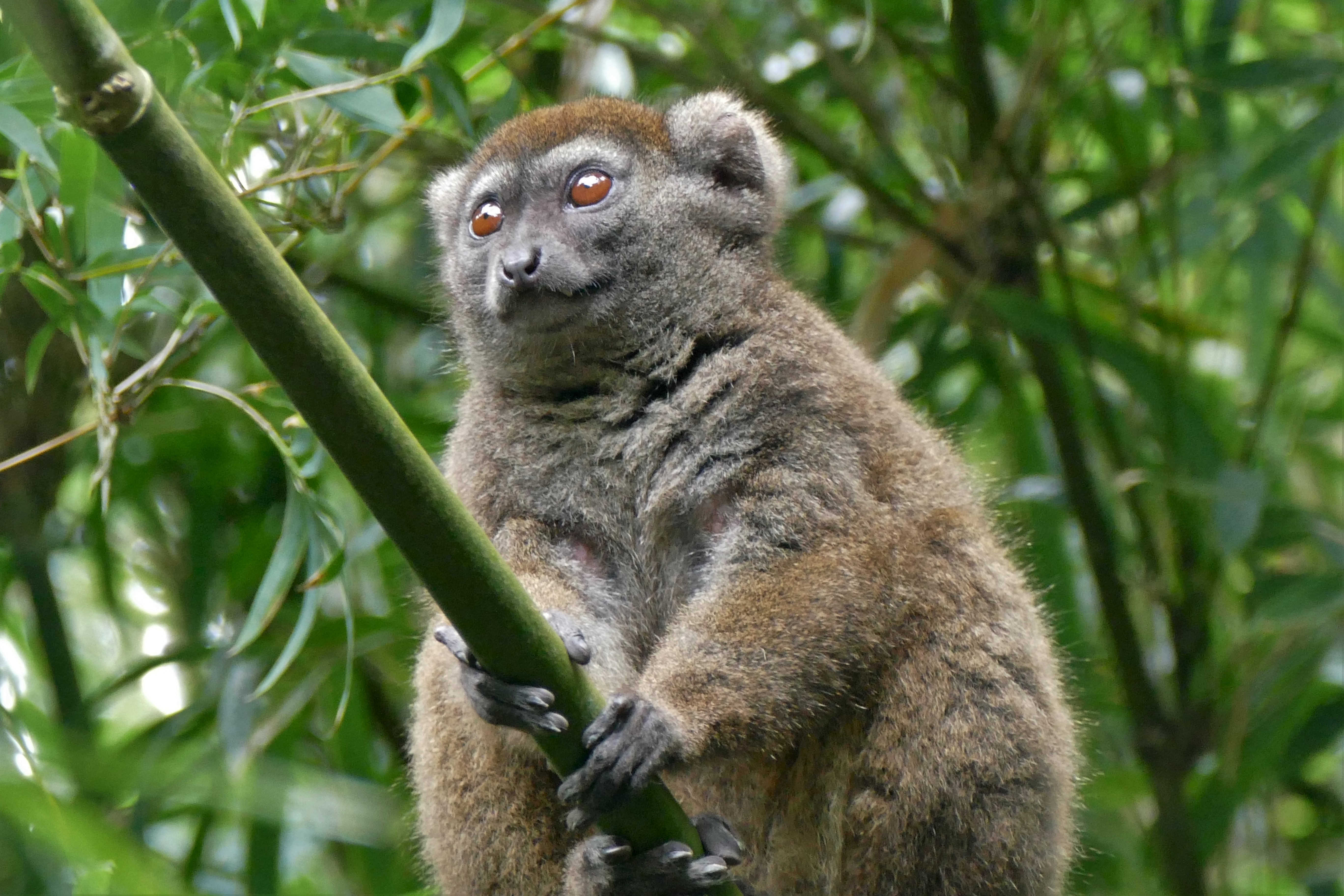
Halvmaki från utbredningsområdet, individen kan vara Hapalemur meridionalis eller Hapalemur aureus.

Arten lever på öns sydöstra del i låglandet och i bergstrakter upp till 1500 meter över havet. Individer som hittas längre uppför på Madagaskars centrala högland kan vara hybrider mellan Hapalemur meridionalis och Hapalemur griseus. Habitatet utgörs av fuktiga skogar, ofta nära sjöar eller träskmarker. Den första populationen upptäcktes i skogar med de resandes träd (Ravenala madagascariensis) och med träd av släktet Pandanus. Senare dokumenterades arten i andra skogar.
Individerna bildar flockar med 4 till 7 medlemmar. Ofta parar sig bara den dominanta honan men ibland även en annan hona. Hapalemur meridionalis klättrar i växtligheten och går på marken för att äta gräs. Troligen ingår andra växtdelar i födan.
Denna lemur har främst en grå pälsfärg men ibland finns rödaktiga fläckar eller skuggor på huvudet eller kroppen. Svansen är lite längre än huvud och bål tillsammans och den absoluta längden ligger vid 67 cm. Vikten är ungefär 850 g. Artens öron är jämförd med huvudets storlek kortare än hos Hapalemur griseus. I vissa delar av utbredningsområdet förekommer även gyllenhalvmaki (Hapalemur aureus) som är större och som har en mera gulaktig päls. Hapalemur meridionalis är betydlig mindre än stor bambulemur (Prolemur simus) och den saknar tofsar på öronen.